# The Ren & Stimpy Show
The Ren and Stimpy Show is een Amerikaanse animatieserie die bedacht werd door de Canadese tekenaar John Kricfalusi. De serie gaat over de avonturen van de titelfiguren Ren Höek, een psychotische chihuahua met een astmatische stem, en Stimpson J. Cat, een niet al te slimme kat. Ze beleven de meest bizarre avonturen in een surrealistische stijl die doet denken aan Amerikaanse korte tekenfilms uit de jaren 40.

## Geschiedenis
The Ren and Stimpy Show werd voor het eerst uitgezonden op het Amerikaanse netwerkstation Nickelodeon op zondag 11 augustus 1991 en eindigde in 1996. In Nederland werd het programma voor het eerst uitgezonden in 1994 door de AVRO en later op onder andere RTL 4, Veronica en de Nederlandse Nickelodeon. The Ren and Stimpy Show had al vanaf de eerste uitzendingen onder veel Amerikanen een reputatie verworven dat het onfatsoenlijke humor bevatte. Dit richtte zich voornamelijk op zowel onsmakelijke beelden en geweld als grove taal en seksuele verwijzingen. Dit waren redenen voor Nickelodeon om John Kricfalusi in 1992 te ontslaan en de productie van de serie te verplaatsen van Kricfalusi's Spümcø studio's naar "Games Animation", waarna de serie uiteindelijk van de buis werd gehaald in 1996.
Drie afleveringen van de serie werden door Nickelodeon niet uitgezonden: Man's Best Friend ; Sammy and Me (omdat Stimpy in deze aflevering op een gegeven moment zijn oog uitsteekt om er een nepoog in te stoppen) en The Last Temptation of Ren (omdat deze aflevering samen met Sammy and Me werd uitgezonden). De laatste twee afleveringen waren overigens niet van de hand van John Kricfalusi en Spümcø. Later werden deze afleveringen alsnog uitgezonden door MTV en nog weer later werd het uitgezonden op nicktoons.

## Personages
Ren Höek is een "astma-hound" chihuahua. Hij kan het best worden omschreven, zoals hij zelf doet in de serie, als psychotisch en paranoïde. Vaak wordt het hem allemaal te veel, zoals de domheid van zijn kameraad Stimpy, en draait hij helemaal door. Hij heeft ook weinig geduld en kan snel geïrriteerd en agressief worden, wat vaak resulteert in het slaan van Stimpy.
Kricfalusi deed in het begin zelf de stem van Ren, gebaseerd op de stem van de acteur Peter Lorre. Toen Nickelodeon Kricfalusi ontsloeg nam Billy West, die al de stem van Stimpy deed, het over van Kricfalusi voor de rest van de serie. Kricfalusi heeft later nogmaals de stem van Ren gedaan voor Ren & Stimpy "Adult Party Cartoon" dat werd uitgezonden op de Amerikaanse zender Spike TV.
Stimpson "Stimpy" J. Cat is een dikke, rood-witte kat zonder staart met een blauwe neus, paarse oogleden, menselijk ogende billen, en platvoeten. Hij is niet erg slim en naïef, maar soms ook erg gevoelig - zoals in de aflevering Stimpy's Son, waarin hij op zoek gaat naar een wind die hij had gelaten. Billy West deed zijn stem voor zowel de Spümcø als Games Animation afleveringen. West liet zich hierbij inspireren door het karakteristieke stemgeluid van Larry Fine, een van de Three Stooges. Eric Bauza verzorgde Stimpy's stem voor de Adult Party Cartoon serie.
In de serie komen nog een groot aantal bijfiguren voor; sommige komen vaker voor en anderen maar een enkele aflevering. Ren en Stimpy verschijnen soms in afleveringen onder verschillende pseudoniemen, zoals "Robin Höek" (een hervertelling van Robin Hood). Sommige bijfiguren bepalen de gehele verhaallijn van een aflevering (zoals George Liquor) en anderen maken slechts een korte cameo. Andere personages, zoals Mr. Horse, verschijnen uitsluitend als een cameo - meer als terugkerende grap dan als onderdeel van de verhaallijn.

## Spümcø (1991–1993)
In 1989 verkocht Kricfalusi The Ren and Stimpy Show aan Nickelodeon. Kricfalusi's eigen animatiestudio, Spümcø, voltooide de pilotaflevering in oktober 1990 en de eerste aflevering werd uitgezonden op 11 augustus 1991 samen met de eerste uitzendingen van Doug en Rugrats. Spümcø ging de daaropvolgende twee jaar de serie produceren terwijl zij steeds meer in aanvaring kwamen met de normen en waarden van Nickelodeon. Daarom werd gedurende deze jaren een aantal afleveringen gecensureerd.
Kricfalusi kon met sommige uitvoerend producenten wel door een deur en met anderen niet; deze probeerden ook sommige afleveringen in de ban te doen. Kricfalusi probeerde dit tegen te gaan door een ruil te maken met de producenten die hij mocht: sommige "zwaar gestoorde" afleveringen werden aangeleverd met een aantal "hartverwarmende" afleveringen.
Op zijn blog omschreef Kricfalusi The Ren and Stimpy Show als het "veiligste project waar ik ooit aan meegewerkt heb" en omschreef hij "veilig" als "een derde spenderen van wat er nu gespendeerd wordt aan een tekenfilm, bewezen creatief talent inhuren, en hen laten vermaken" in die situatie. Kricfalusi zei dat The Ren and Stimpy Show ongeveer zes miljoen Amerikaanse dollars kostte om te laten maken en het "een miljard dollar of meer" genereerde in opbrengsten.

### Het ontslag van Kricfalusi
Nickelodeon ontsloeg Kricfalusi in 1992. Nickelodeon verhuisde de productie zonder Kricfalusi van Spümcø naar Games Animation. Kricfalusi zei dat de meeste bezwaren van de uitvoerend producenten van Nickelodeon gingen over het gehalte aan geweld in de serie, waarbij hij specifiek wees op de aflevering Man's Best Friend, waarin Ren het personage George Liquor in elkaar slaat met een roeiriem. Nickelodeon heeft de aflevering nooit uitgezonden en dit gebeurde pas in Noord-Amerika toen Adult Party Cartoon begon in 2003.
Er werden ook andere redenen aangevoerd voor het ontslag van Kricfalusi, zoals het niet halen van deadlines wat Kricfalusi verdedigde met het hooghouden van de kwaliteit van de serie. Uiteindelijk gingen verscheidene tekenaars van de serie naar Games Animation om verder te werken aan afleveringen van de serie zonder de leiding van Kricfalusi, terwijl anderen trouw bleven aan hem en bij Spümcø bleven.

## Games Animation (1993–1996)
Bob Camp schreef en regisseerde de afleveringen voor Games Animation toen Nickelodeon de serie overnam. Billy West nam de rol van Ren over die eerst werd gedaan door Kricfalusi.
Volgens verscheidene bronnen vond de crew van Games Animation het lastig om de serie voort te zetten en vooral grappig te houden zonder Kricfalusi, omdat hij precies wist wat de serie nodig had om grappig te zijn. Desalniettemin moest de serie vanaf dat moment gemaakt worden naar de wensen van Nickelodeon, die een lichtere versie van de serie wilden zonder "zwaar angstaanjagende" momenten. Kricfalusi bekritiseerde de Games Animation afleveringen ook op het feit dat ze "raar" wilden zijn zonder dat ze ergens naar refereerden, waarschijnlijk om te compenseren voor de elementen die Nickelodeon niet meer wilde zien in de serie. Ook omschreef hij het Games Animation team als "veel meer geld uitgevend" om de serie te maken en verantwoordelijk te zijn voor het "ombrengen" van The Ren and Stimpy Show.
Nickelodeon staakte de serie in 1996 die eindigde met de kerstaflevering (A Scooter For Yaksmas).

## Ren and Stimpy Adult Party Cartoon 2003–2004
In 2003 herstartte Kricfalusi de serie als Ren & Stimpy "Adult Party Cartoon". De nieuwe versie werd uitgezonden tijdens een laat programmablok op Spike TV als een programma voor volwassen kijkers. De serie had meer inhoud die geschikt was voor volwassenen (zoals de titel al aangeeft), waaronder een meer expliciete homoseksuele relatie tussen de hoofdpersonages en een aflevering vol met vrouwelijk naakt.
De serie begon met de "verbannen" Nickelodeon aflevering Man's Best Friend voor het uitzenden van nieuwe afleveringen. Kricfalusi maakte drie van de negen bestelde afleveringen op tijd. Na drie afleveringen werd het gehele animatieblok verwijderd van de programmering van Spike TV.
Ook werden de afleveringen weer uitgezonden die gemaakt waren door Spümcø voor Nickelodeon naast het nieuwe Adult Party Cartoon, waarin nog meer scènes waren verwijderd vanwege zeer lange reclameblokken. Ook werd de stem van Stimpy verzorgd door Eric Bauza in Adult Party Cartoon omdat Billy West weigerde de rol weer op zich te nemen. Hij vond serie "niet grappig" en zei dat het zijn reputatie zou verwoesten.

## Productie

### Stijl
Kricfalusi zei dat hij het "Director-Unit systeem" had verfijnd voor The Ren and Stimpy Show.
Bill Wray zei onder andere dat hij en Kricfalusi het betreurden dat tekenfilms van hoge kwaliteit rond het begin van de jaren zestig verdwenen, iets wat ze terug wilden brengen in de serie. Beide houden de behoefte van ouders aan 'leerwaardige' series verantwoordelijk voor de ondergang van Ren & Stimpy, iets wat Nickelodeon ook liever had dan het formaat wat Kricfalusi & Wray voor ogen hadden.

### Animatiestijl
Volgens de woorden van Kricfalusi, vervingen "rare, vlekkerige" achtergronden op bepaalde momenten de standaard achtergronden. Kricfalusi zei dat dit voortkwam uit "Baby Bottleneck", een tekenfilm van Bob Clampett die geen achtergronden bevatte. Kricfalusi zei dat in The Ren and Stimpy Show, hij achtergronden aanpaste om bepaalde stemmingen op te roepen.

### Montage
Omdat Kricfalusi het zeggen had voor de montage, "verrijkte" hij de eerste groep afleveringen met geluidseffecten en "muzikale pleisters". Hij omschreef de veranderingen als de oorzaak dat de tekenfilms "beter speelden, ook al werkte veel animatie en timing op zich niet."

### Stemacteurs
Kricfalusi en West namen de meerderheid aan stemmen van de personages in de eerste twee seizoenen voor hun rekening. Nadat Kricfalusi was ontslagen nam Billy West de stemmen van beide hoofdpersonages over en sommige bijfiguren. Andere stemacteurs in het programma waren onder meer Harris Peet, Gary Owens, Jack Carter, Alan Young, en Cheryl Chase. Veel hoogwaardige acteurs hadden cameo's in de serie, onder wie Phil Hartman, Rosie O'Donnell, Randy Quaid, Dom DeLuise, Gilbert Gottfried, Frank Gorshin en muzikant Frank Zappa.

## Muziek
The Ren and Stimpy Show en Ren and Stimpy "Adult Party Cartoon" bevatten een breed scala aan muziek, variërend van volksmuziek tot popmuziek en jazz. De openings- en eindgeneriek werden uitgevoerd door een groep werknemers bij Spümcø onder de naam "Die Screamin' Lederhosen" als een komische reconstructie van de Duitse band Die Toten Hosen.
Het meest bekend is het nummer Happy, Happy, Joy, Joy, dat gezongen wordt door een personage genaamd Stinky Wizzleteats in de aflevering Stimpy's Invention. Ook als Stimpy of Ren in extase zijn roepen ze vaak Happy! of, vooral in het geval van Stimpy, Joy!.
Naast muziek die specifiek werd geschreven voor de animatieserie bevat een aantal afleveringen bestaande werken van componisten als Raymond Scott, Debussy, Tsjaikovski, Beethoven, Alexander Borodin, Antonin Dvorak, Rossini (vooral De Stelende Ekster), en een scala aan "productiemuziek" die fans later samenvoegden in een aantal albums.

## Censuur
Naarmate de serie meer populariteit verkreeg begonnen oudergroepen te klagen over het feit dat Stimpy constant het slachtoffer was van Ren's geweld. De serie bevatte vaak scènes waarin Ren verviel in een psychotische staat en dingen beraamde zoals het vermoorden van Stimpy. In Stimpy's Fan Club bijvoorbeeld probeert Ren Stimpy's nek te breken. Nickelodeon gelastte ook een passage in Svën Höek in te korten, waarin Ren steeds gruwelijker wordt in het beschrijven van de straffen waaraan hij Stimpy en Svën wil onderwerpen. Een regel tekst waarin Ren zijn verlangen uit om hun ogen uit hun schedels te trekken werd geschrapt. Andere bronnen van klachten waren de zogenaamde poep- en pieshumor, taalgebruik en het gebruik van toespelingen (die meer voorkwamen in de Games Animation afleveringen dan in die van Spümcø).

## Ontvangst
Terry Thoren, toenmalig bestuursvoorzitter en directeur van Klasky Csupo, zei dat Kricfalusi "een publiek aansprak dat een stuk hipper was dan iedereen dacht. Hij ging waar niemand eerder wilde gaan – de 'caca', neuspulk humor. Het zal interessant zijn om te zien hoe de volgende reeks eruitziet."
Michael Barrier, een animatie geschiedkundige, zei dat ondanks dat de makers van de Games afleveringen poep- en pieshumor gebruikten die leek op wat Kricfalusi bedacht, het duidelijk was dat de Games makers "het materiaal niet bijzonder grappig vonden; ze deden slechts wat van ze verwacht werd".

## Beschikbaarheid
Ondanks het feit dat The Ren and Stimpy Show in Nederland op meerdere zenders is uitgezonden, zijn er geen Nederlandse uitgaven van de serie bekend op video of DVD. In andere gedeelten van de wereld, zoals Amerika en Engeland, zijn bepaalde gedeeltes van de serie verschenen op video en Laserdisc. In 2004 bracht Paramount Home Entertainment de eerste twee complete seizoenen uit op DVD. Alhoewel de doos claimde dat de afleveringen ongecensureerd waren, bleken een aantal afleveringen ingekort te zijn voor het gebruik op Spike TV. Een van de afleveringen van het tweede seizoen, Svën Höek, bevatte wel eerder geknipt materiaal dat gehaald was van een VHS bron, maar had de tijdscode van de montage zichtbaar op het scherm. De scène was later teruggeplaatst door fans. In de Britse editie van deze uitgave werd de eindscène van de aflevering Way Out West, een muzikaal nummer over ophangen, geheel geschrapt om tegemoet te komen aan de gewenste classificatie van leeftijd.
Een uitgave genaamd Seasons Three and a Half-ish bevat al het materiaal van seizoen drie en de eerste helft van seizoen vier (tot aan It's A Dog's Life/Egg Yölkeo) en werd gevolgd in 2005 door Season Five and Some More of Four, om de uitgave van de Nickelodeon afleveringen compleet te maken.
In 2006 werd The Lost Episodes uitgebracht in Amerika. The Lost Episodes uitgave bevatte zowel de uitgezonden als de niet uitgezonden afleveringen van Ren and Stimpy Adult Party Cartoon, inclusief materiaal van onvoltooide afleveringen.